# Spongosorites arenatus
Spongosorites arenatus är en svampdjursart som beskrevs av Diaz, van Soest och Pomponi 1993. Spongosorites arenatus ingår i släktet Spongosorites och familjen Halichondriidae.
Artens utbredningsområde är Bahamas. Inga underarter finns listade i Catalogue of Life.